# Truster
Truster war eine französische Volumeneinheit für Salz. Der Geltungsbereich war die Bretagne.
- 1 Truster = 1/25 Muid (errechn.≈ 0,999 Hektoliter)
  - 1 Muid Salz = 192 Boisseaux = 12 Setiers (Salzsetiers) = 24,97593 Hektoliter